# Guiglo
Guiglo – miasto w południowo-zachodniej części Wybrzeża Kości Słoniowej; stolica regionu Moyen-Cavally; według danych szacunkowych na rok 2010 liczy 60 066 mieszkańców.